# Mk24機雷
Mk24機雷（FIDOまたはFidoとも呼ばれる）とは、アメリカが第二次世界大戦中に使用した、空中投下式でパッシブ音響追尾を行う対潜魚雷である。これは日独の潜水艦に対して投入された。実戦投入は1943年3月、アメリカ海軍では1948年まで使用されていた。およそ4,000発の魚雷が生産され、204発を発射、潜水艦37隻を撃沈、18隻以上を損傷させている。この魚雷はイギリスとカナダの部隊にも供給された。見せかけの名である「Mark 24機雷」は防諜目的で故意に選ばれたもので、この兵器の実態を隠している。

## 背景
標的を追尾可能な魚雷という概念は、第一次世界大戦当時から魚雷設計者たちによって研究が進められていた。この概念が高い興味を持って追求された一方、その実現には、音響と海中での伝播について、より優れた物理学的な理解と、こうした魚雷を設計し、作り上げられる技術開発を待たねばならなかった。第二次世界大戦中、ドイツの潜水艦には電池で駆動する音響追尾魚雷が搭載された。これらの開発開始は1933年にさかのぼる。1943年に実戦投入されたファルケT-4およびツァウンケーニッヒT-5魚雷は、水上艦艇攻撃用に設計され、あらかじめ設定された深度を航走するものだった。1944年、類似のMk28魚雷がアメリカ潜水艦の作戦に投入された。しかしながら、こうした魚雷は、もし対潜兵器として作られるならば、方位同様に目標の深度をつきとめる能力が必要であり、航空機投下用として寸法と重量にも限度が課された。さらに、空中投下により、水中への突入時に生じる衝撃荷重にも耐える必要があった。

## 開発

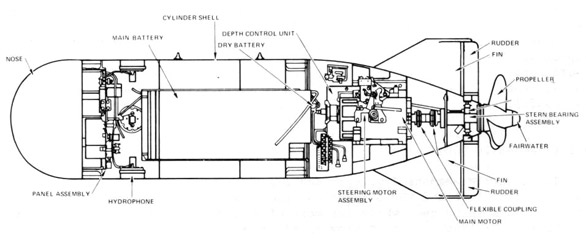
Mk24機雷、内部構造図

1941年の秋、アメリカ海軍は空中投下式の対潜魚雷の研究を開始した。公式の仕様に基づき、ハーバード大学水中音響研究所（HUSL）、ベル研究所は1941年12月に開発を始めた。これらの研究は後に「Office of Scientific Research and Development project 61 (FIDO)」となった。
ベル研究所とHUSLは、両者の間で完全な情報交換を行いつつ、魚雷の並行開発を進めた。ウェスタン・エレクトリックは軽量で耐衝撃能力のある鉛蓄電池を開発した。この電池は48ボルトの電圧で15分間にわたり110アンペアの性能を維持した。ゼネラル・エレクトリックは推進用・操舵用モーターの設計と組立てを行い、また、能動型音響追尾システムを研究した。デービッドテーラー試験水槽では流体力学と推進について助力した。
誘導システムは、魚雷の中央付近に位置する4基の聴音装置から構成される。これらは真空管を用いた音響処理アレイに接続している。ベル研究所では比例制御操舵システムを、HUSLは比例制御を用いない操舵システムを提示し、1942年7月にデモンストレーションが行われた。
既存のMk13魚雷のボディが供給され、胴部を短縮し、直径を減らし、重量を軽くする改造が施された。また炸薬を入れるための半球状の頭部が設計され、さらに円錐型の尾部には4枚の安定翼と舵、シングルプロペラが取付けられた。こうした改造の結果、比較的短くて太っちょな魚雷を生み出すこととなった。
1942年6月、未だこの計画には空中投下実験を含む主な試験作業が残っていたものの、アメリカ海軍はこの魚雷の量産に入るよう決定を下した。量産に際し、ベル研究所の比例制御ホーミング方式を搭載した誘導システムが選ばれた。1942年12月中に量産前の試作魚雷の実験が繰り返され、1943年3月、アメリカ海軍は最初の量産型魚雷を受領した。
当初10,000発の魚雷が発注されたが、FIDOの高効率が実証され、発注は4,000発に減らされた。この魚雷の最終的な費用は一発当たり1,800ドルであった。

## 説明
水中突入後、FIDOは振り子と水量指示計を組み合わせた制御システムで深度を自動的に制御し、指定の深度で円状に捜索を行い始める。これは存在するかも知れない目標からの、24 kHzの音響信号が、水中聴音機によって閾値レベルを超えて検知されるまで続く。探知時点で、操舵は受動型の音響探知による比例制御追尾システムに移行する。当初、この魚雷は深度約15 mで目標の捜索を行うよう調定されていたが、後に約45 mに変更された。この魚雷が意図せず水上艦艇を攻撃するのを防ぐため、もし魚雷が深度12 m以上に浮かび上がった際には、円状の捜索を行い続ける。
この魚雷の比較的低めの速度は秘密として守られ続けた。なぜなら、潜航時のUボートはこの魚雷から逃げ去ることはできないものの、彼らが水上に浮き上がれば逃げ出せたからである。

## 実戦投入
1943年5月14日、アメリカ海軍所属のカタリナ飛行艇がUボートを攻撃、破壊した。これはU-657もしくはU-640のどちらかである。5月13日、イギリス空軍の沿岸部隊所属のB-24リベレーター、B/86機がFIDOを用いてUボートを攻撃、ただしこのU-456艦は損傷を受けたに留まり、沈没は数日後となった。これらの艦艇の中の1隻が、FIDOを用いて撃沈した最初のUボートということになる。投入実績の中で、この魚雷は総計37隻の潜水艦を沈め、22%の効率を達成した。比較して爆雷はおよそ9%である。
「US Navy OEG Study No. 289, 12 August 1946」が示す、マーク24機雷の有効性に関連したデータ
| 攻撃のため、Mk24が撃ち出された数                           | 264 |
| 全ての標的に対するMk24の射出数                             | 340 |
| 潜水艦に対するMk24の射出数                                 | 204 |
| アメリカ航空機から敵潜水艦に対して撃ち出されたMk24の数     | 142 |
| 連合側航空機（主としてイギリス軍）から撃ち出されたMk24の数 | 62  |
| FIDOによるドイツ潜水艦の撃沈数                             | 31  |
| FIDOによるドイツ潜水艦の損傷数                             | 15  |
| FIDOによる日本軍潜水艦の撃沈数                             | 6   |
| FIDOによる日本軍潜水艦の損傷数                             | 3   |
| FIDOによる潜水艦の撃沈総数（ドイツおよび日本）             | 37  |
| 潜水艦の損傷総数                                           | 18  |

## 主要諸元
- 直径: 48.3 cm
- 全長: 213.4 cm
- 全重量: 308.4 kg
- 弾頭: 41.7 kg。HBX爆薬、高性能炸薬
- 推進機構: 5 hp (3.7 kW)の電動モーターでシングルプロペラを駆動させる。
- 動力源:  48 Vの鉛蓄電池。
- 速度と航続: 12ノット (22 km/h)にて10分持続する。
- 航続能力: 4,000ヤード (3,658 m)
- 追尾システム: 4基の圧電効果式水中聴音器。24 kHzで作動し、また真空管の信号処理システムによって操舵を調整する。
- 最大許容投下高度: 200–300フィート (61.0–91.4 m)
- 最大許容投下速度: 120ノット (222 km/h)

## 派生型
潜水艦から水上艦艇に対して用いるため、Mk27音響魚雷が開発された。これは太平洋の戦域で1944年夏から投入されている。カーター･L･ベネット少佐率いるUSSシーオウルはMk27音響魚雷を使用して初の戦果を達成しており、11月に黄海で日本の警備艦艇を損傷させている。